# Ledový kondenzátor
Ledový kondenzátor je bezpečnostní systém v rámci jaderné elektrárny s tlakovodním reaktorem sloužící zejména k potlačení nárůstu tlaku a teploty uvnitř ochranné obálky (kontejnmentu) při havárii se ztrátou chladiva.

## Princip funkce
Při havárii se ztrátou chladiva dochází k porušení primárního okruhu a k úniku chladicí vody do prostoru kontejnmentu. Voda v primárním okruhu má vysoký tlak a výrazně vyšší teplotu, než je její teplota sytosti při atmosférickém tlaku. Při úniku do kontejnmentu, kde je atmosférický (případně i nižší) tlak, se primární voda velmi rychle vypařuje a důsledkem je rychlý nárůst tlaku v ochranné obálce.  
V případě použití ochranné obálky s ledovým kondenzátorem je prostor uvnitř kontejnmentu rozdělen na tři hlavní části – spodní část, ledový kondenzátor a horní část. 
Ve spodní části se nachází reaktor a parogenerátory propojené hlavním cirkulačním potrubím a všechny další součásti spojené s chlazením reaktoru (primární okruh). 
Při havárii může vznikající pára proudit pouze přes ledový kondenzátor. Pára proudí skrz komory kondenzátoru obsahující koše naplněné ledem. Dochází k ochlazování páry a k její následné kondenzaci. To vede k potlačení nárůstu tlaku a teploty uvnitř kontejnmentu. Vzniklá směs kondenzované páry a roztátého ledu je odvedena do nádrží ve spodní části. Může být použita k chlazení aktivní zóny nebo také recirkulována do sprchového systému.
Největší horní část tvoří volný prostor s bezpečnostním sprchovým systémem nouzového dochlazování. Do horní části je vytlačován vzduch ze spodních částí.

## Jaderné elektrárny s ledovým kondenzátorem
Na světě se k začátku roku 2023 nachází celkově 14 jaderných bloků s ledovým kondenzátorem. Systém byl vyvinut americkou společností Westinghouse a poprvé nasazen v roce 1975 na prvním bloku jaderné elektrárny Donald C. Cook. Následně byl roku 1978 zprovozněn i druhý blok s ledovým kondenzátorem.
Dalšími podobnými elektrárnami v USA jsou: Watts Bar 1, 2; Sequoyah 1, 2; Catawba 1, 2; McGuire 1, 2. Dva bloky firmy Westinghouse s ledovými kondenzátory stojí také v Japonsku (Ohi 1, 2).
Zajímavou kombinací západních a východních technologií můžeme najít na finské elektrárně Loviisa. Zde jsou ve dvou blocích použity sovětské reaktory VVER-440/V-213 společně s americkými ledovými kondenzátory. Tím je významně zvýšena bezpečnost původního sovětského projektu.
Elektrárny s ledovými kondenzátory se nadále nerozšiřovaly zejména kvůli jejich náročnému a nákladnému provozu.

## Technické informace

### Konstrukce ledového kondenzátoru

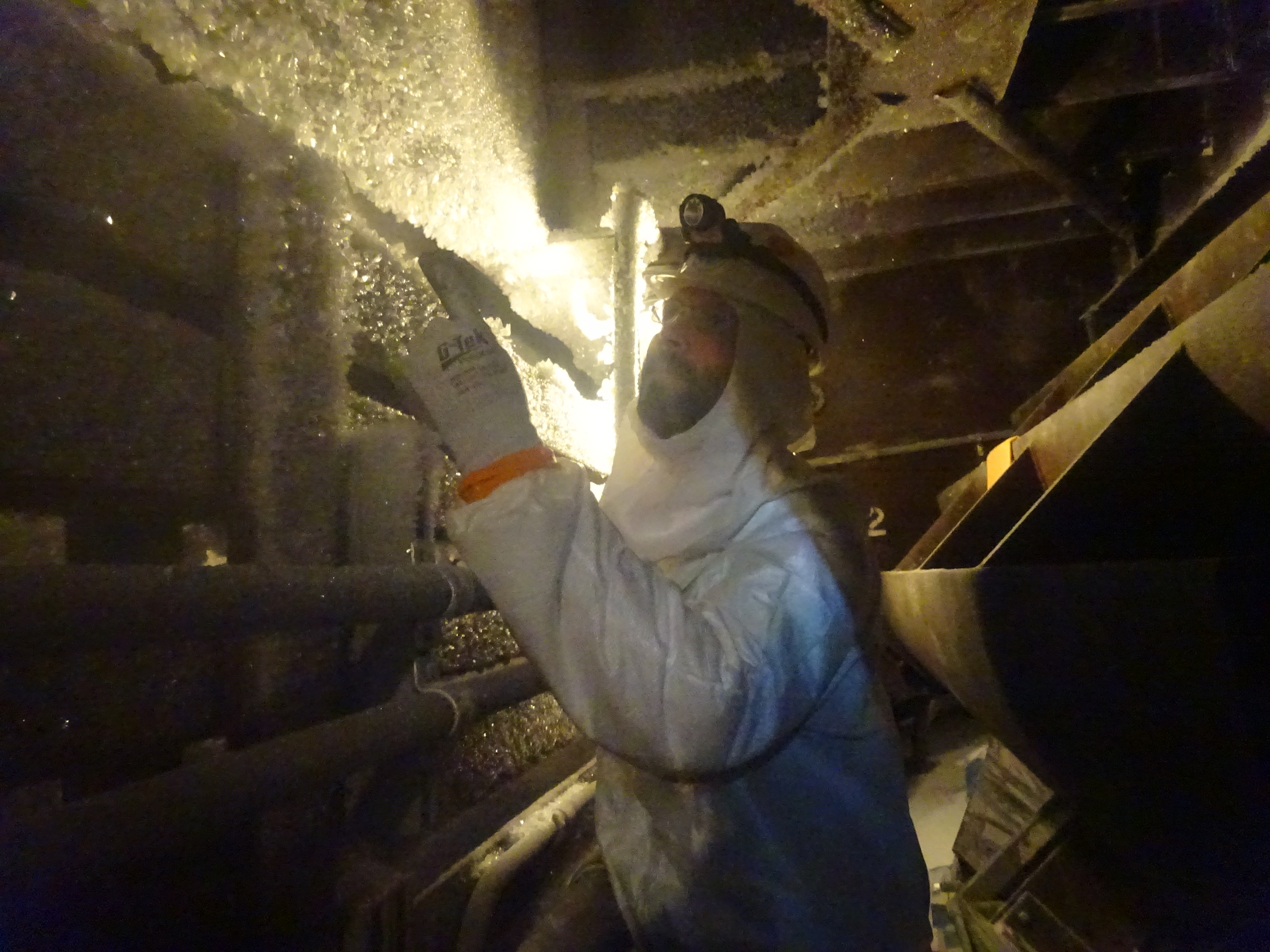
Kontrola ledového kondenzátoru na JE Watts Bar

V obvyklé podobě je ledový kondenzátor zařízení tvořící prstenec podél obvodu kontejnmentu. Je rozdělen do několika sekcí, ve kterých jsou umístěny koše s ledem. Mezi koši jsou průtokové kanály, ve kterých se ochlazuje pára. Na jaderné elektrárně Watts Bar se prstenec ledového kondenzátoru skládá z 24 stejných oddílů. V každém je uspořádáno v síti 9x9 81 košů na led. Celkově je v kondenzátoru 1944 perforovaných válcových košů o průměru 12 palců (30,5 cm) a výšce 48 stop (14,6 m).
Ve spodu každé části kondenzátoru se nacházejí poklopy vybaveny pružinovými mechanismy. Za normálního provozu jsou uzavřeny, jejich poloha je sledována senzory. Pokud dojde k úniku a odparu chladiva, zvýší se tlak v reaktorové části kontejnmentu. Působící tlak otevře poklopy a pára může proudit do kanálů kondenzátoru. Podobné poklopy jsou i na vrchu kondenzátoru, kterými proudí vytlačovaný vzduch do vrchní části kontejnmentu.
Prstenec kondenzátoru zaujímá 300 stupňů z celkového kruhového tvaru kontejnmentu. Zbytek prostoru podél obvodu je uzpůsoben pro manipulaci s novým palivem.

### Led
Tenké pásy ledu jsou vyráběny ve vedlejší pomocné budově a následně skladovány v chlazených zásobnících. V zásobnících je led zpracován na malé vločky. Na elektrárně Watts Bar mají vločky rozměry přibližně 2 palce x 2 palce x 1/8 palce (cca 5 cm x 5 cm x 0,3 cm). Led v této podobě potom může být dopraven do ledového kondenzátoru, kde je doplněn do košů.

### Ledový kondenzátor pro VVER-440
Na finské jaderné elektrárně Loviisa pracují dva reaktory VVER-440/V-213. Oproti běžnému sovětskému projektu jsou zde použity kontejnmenty s ledovými kondenzátory, které byly postaveny pod licencí firmy Westinghouse. Provedení ve Finsku se však liší od těch v USA nebo v Japonsku. Ledové kondenzátory na JE Loviisa jsou rozdělené na dva samostatné úseky oproti běžnému souvislému prstencovému tvaru. Dohromady obě části obsahují minimálně 835 tun ledu.
Kontejnment je dvojitý. Skládá se z primární ocelové a sekundární betonové obálky. Kontejnment je projektován na tlak 1,7 baru. Jeho celkový objem je 58000 m3, z toho je 6300 m3 objem spodní části a 47000 m3 objem horní části. Zbytek zaujímá ledový kondenzátor. Ocelová obálka je při havárii externě dochlazována sprchovým systémem.

### Specifické vlastnosti kontejnmentu s ledovým kondenzátorem
Oproti nejčastěji používaným plnotlakým kontejnmentům mají kontejnmenty s ledovým kondenzátorem díky vysoké efektivitě potlačování nárůstu tlaku některé výhody:
- Celkové rozměry budovy kontejnmentu mohou být znatelně menší (v případě s vertikálními parogenerátory až o 50 %).

- Kontejnment může být projektován na nižší přetlak (přibližně mezi 70 až 105 kPa – více než pětkrát nižší než u plnotlakých obálek).

- Náklady na výstavbu kontejnmentů poté mohou být výrazně nižší.

- V ledovém kondenzátoru je zachycena velká část radioaktivních štěpných produktů.

Ledové kondenzátory však mají značné nevýhody při jejich provozování jako je energetická náročnost výroby a chlazení velkého množství potřebného ledu. Pro blok o výkonu 1000 MWe je potřeba přibližně 1100 tun ledu. Navíc je také nutné udržovat vyhovující strukturu a chemické složení ledu z hlediska proudění páry kondenzátorem a zachytávání radioaktivních izotopů. Led se udržuje přibližně při teplotě mezi –7 a –9 °C. Na elektrárně Watts Bar se každých 18 měsíců doplňuje led ztracený sublimací. To jsou asi 3 % z celkového množství ledu.
Problém představuje také vodík. V případě těžkých havárií, při kterých by spolu za vysokých teplot reagovalo kovové pokrytí paliva a chladicí voda, dochází ke generaci velkého množství plynného vodíku. V prostoru kontejnmentu hrozí nebezpečí nahromadění vodíku až na výbušnou koncentraci. V případě kontejnmentů s ledovými kondenzátory, které mají nižší rozměry a jsou dále rozděleny na tři menší části, je toto nebezpečí o to vážnější. Kritického množství může být dosaženo daleko snadněji než u objemných plnotlakých kontejnmentů. V případě dosažení výbušné koncentrace vodík vzplane a může dojít až poškození kontejnmentu. Kvůli tomu jsou instalovány zařízení pro bezpečné spalování (nebo také jiné způsoby odstraňování) vodíku, které zamezují jeho nebezpečnému nahromadění.